# 雷蒂
雷蒂（荷蘭語：Retie，荷蘭語發音：[ˈreːti]，法語發音：[ʁeti]）是比利时弗拉芒大區安特衛普省蒂倫豪特區的一个市镇，通行荷蘭語，是弗拉芒社群的一部分，面积48.39平方千米，人口11,240人（2018年1月1日）。